# Specie di Festuca
Elenco delle specie di Festuca.

## A
- Festuca abyssinica A.Rich.

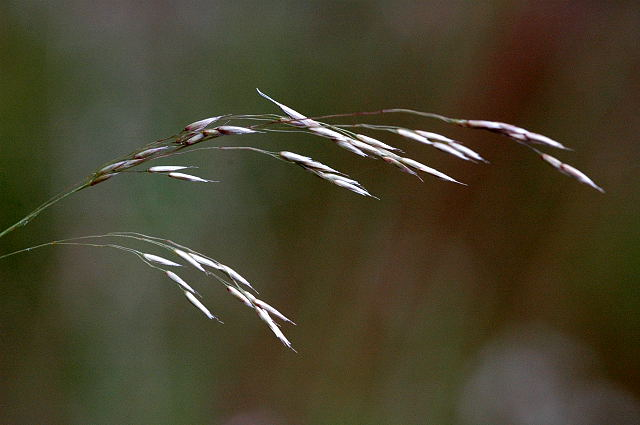
Festuca altissima

- Festuca acamptophylla (St.-Yves) E.B.Alexeev
- Festuca acanthophylla É.Desv.
- Festuca achtarovii Velchev & P.Vassil.
- Festuca actiophyta (M.I.Gut.) Izco & Rivas Mart.
- Festuca actae Connor
- Festuca adamovicii (St.-Yves) Markgr.-Dann.
- Festuca adanensis Markgr.-Dann.
- Festuca afghanica Bor
- Festuca aguana E.B.Alexeev
- Festuca agustini Linding.
- Festuca acuminata Gaudin – Festuca acuminata
- Festuca airoides Lam. Lam. – Festuca minore
- Festuca akhanii Tzvelev
- Festuca alaica Drobow
- Festuca alatavica (St.-Yves) Roshev.
- Festuca albensis M.Toman
- Festuca albifolia Reverd.
- Festuca albomontana Aykurt, Çıngay, Sümbül & Cabi
- Festuca alexeenkoi E.B.Alexeev
- Festuca alfrediana Foggi & Signorini
- Festuca algeriensis Trab.
- Festuca aloha Catalán, Soreng & P.M.Peterson
- Festuca alopecuros Schousb.
- Festuca alpestris Roem. & Schult. – Festuca alpestre
- Festuca alpina Suter – Festuca delle Dolomiti
- Festuca altaica Trin.
- Festuca altissima All.  – Festuca dei boschi
- Festuca altopyrenaica Fuente & Ortúñez
- Festuca ambigua Le Gall
- Festuca amblyodes V.I.Krecz. & Bobrov
- Festuca amethystina L.  – Festuca color ametista
- Festuca ampla Hack.
- Festuca amplissima Rupr. ex Galeotti
- Festuca amurensis E.B.Alexeev
- Festuca anatolica Markgr.-Dann.
- Festuca ancachsana E.B.Alexeev
- Festuca andicola Kunth
- Festuca antucensis (Trin.) Steud.
- Festuca apuanica Markgr.-Dann. – Festuca delle Alpi Apuane
- Festuca aquisgranensis Patzke & G.Br.
- Festuca aragonensis (Willk.) Fuente & Ortúñez
- Festuca arenaria Osbeck
- Festuca arenicola (Prodan) Soó
- Festuca argentina (Speg.) Parodi
- Festuca argentinensis (St.-Yves) Türpe
- Festuca arizonica Vasey
- Festuca armoricana Kerguélen
- Festuca artvinensis Markgr.-Dann.
- Festuca arvernensis Auquier, Kerguélen & Markgr.-Dann.
- Festuca asperella E.B.Alexeev
- Festuca asperula Vickery
- Festuca asplundii E.B.Alexeev
- Festuca asthenica Stapf
- Festuca atlantica Duval-Jouve
- Festuca auquieri Kerguélen
- Festuca auriculata Drobow
- Festuca australis Nees ex Steud.
- Festuca austrodolomitica Pils & Prosser
- Festuca austrouralensis Kulikov
- Festuca azgarica E.B.Alexeev
- Festuca azucarica E.B.Alexeev

## B
- Festuca baffinensis Polunin

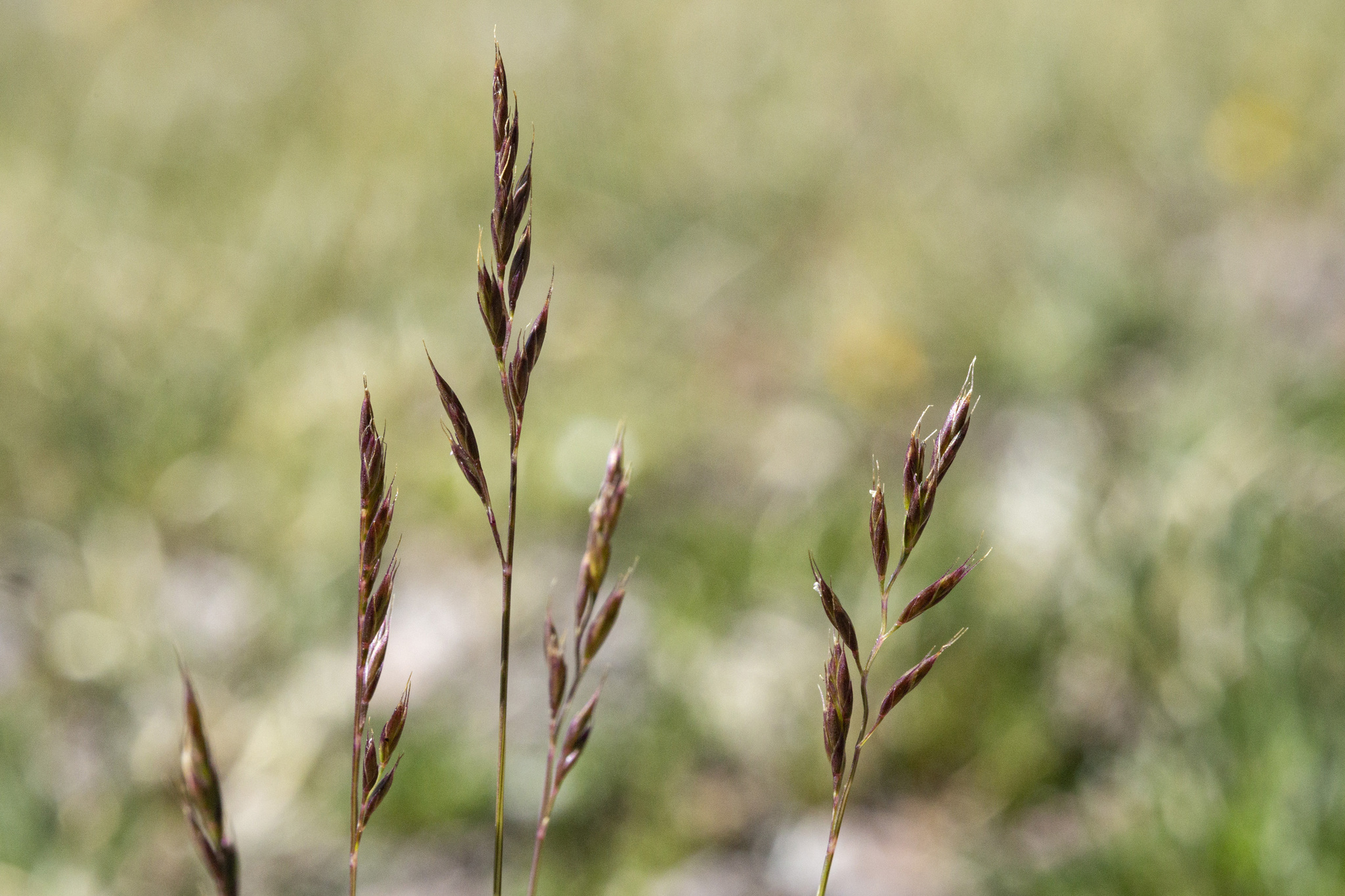
Festuca brachyphylla

- Festuca bajacaliforniana Gonz.-Led. & S.D.Koch
- Festuca balcanica (Acht.) Markgr.-Dann.
- Festuca bargusinensis Malyschev
- Festuca bauzanina (Pils) S.Arndt
- Festuca beamanii E.B.Alexeev
- Festuca beckeri (Hack.) Trautv.
- Festuca × belensis M.Toman
- Festuca benthamiana Vickery
- Festuca bhutanica E.B.Alexeev
- Festuca bidenticulata E.B.Alexeev
- Festuca billyi Kerguélen & Plonka
- Festuca boissieri Amo
- Festuca boliviana E.B.Alexeev
- Festuca borbonica Spreng.
- Festuca borderei (Hack.) K.Richt.
- Festuca boriana E.B.Alexeev
- Festuca borissii Reverd.
- Festuca bosniaca Kumm. & Sendtn. – Festuca di Bosnia
- Festuca boyacensis Stancík
- Festuca brachyphylla Schult. & Schult.f.
- Festuca breistrofferi Chas, Kerguélen & Plonka
- Festuca breviaristata Pilg.
- Festuca breviglumis Swallen
- Festuca brevipaleata (St.-Yves) E.B.Alexeev
- Festuca breviramea Enustsch.
- Festuca brevis (Boiss. & Kotschy) Asch., Schweinf. & Muschl.
- Festuca brevissima Jurtzev
- Festuca brigantina (Markgr.-Dann.) Markgr.-Dann.
- Festuca bromoides L.
- Festuca brunnescens (Tzvelev) Galushko
- Festuca bucegiensis Markgr.-Dann.
- Festuca burgundiana Auquier & Kerguélen
- Festuca burmanica E.B.Alexeev
- Festuca burnatii St.-Yves
- Festuca bushiana (St.-Yves) Tzvelev

## C
- Festuca cajamarcae Pilg.

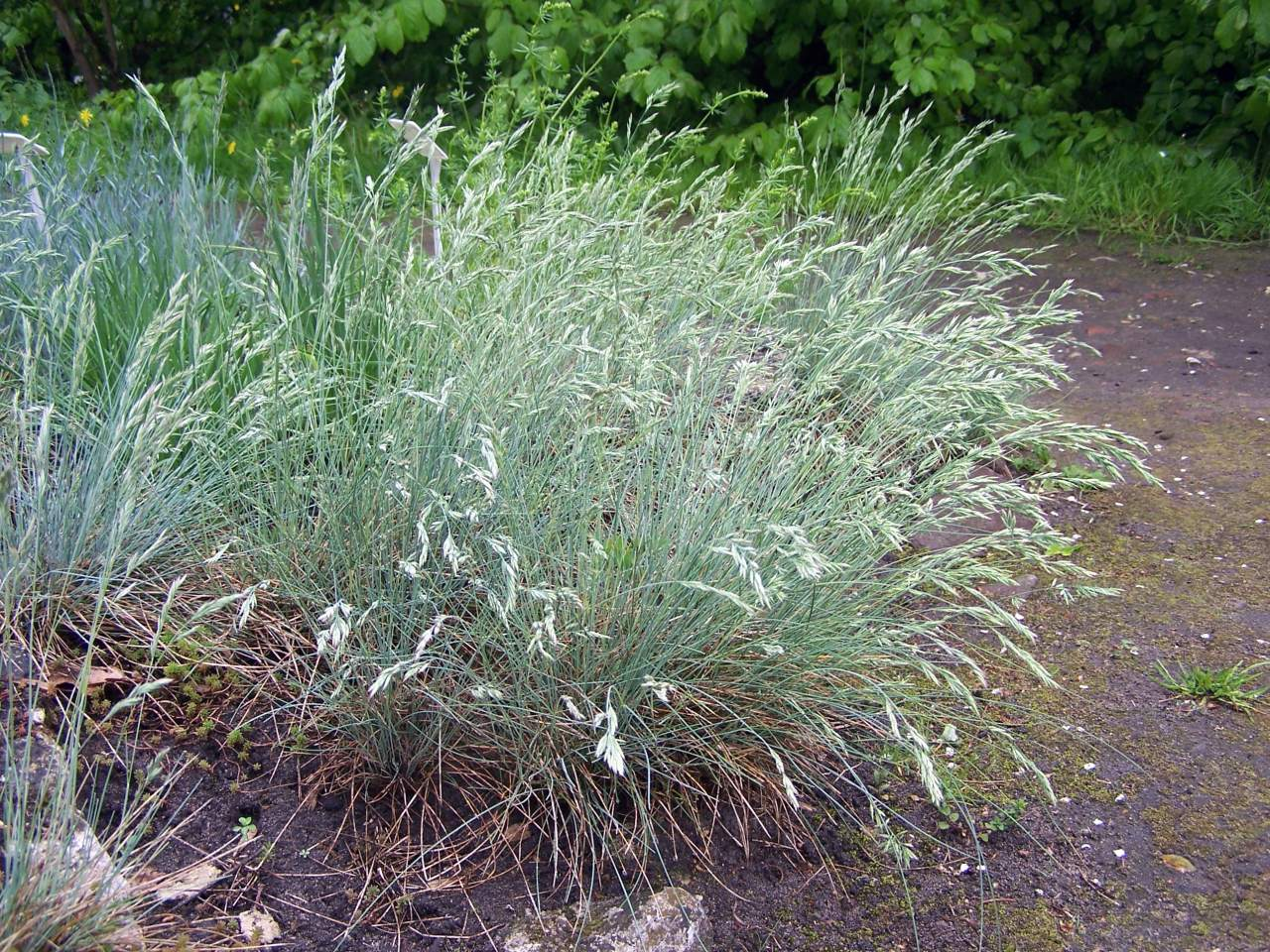
Festuca cinerea

- Festuca calabrica Huter, Porta & Rigo – Festuca di Calabria
- Festuca calcarea Denchev
- Festuca caldasii (Kunth) Kunth
- Festuca californica Vasey
- Festuca callieri (Hack. ex St.-Yves) Markgr.
- Festuca calligera (Piper) Rydb.
- Festuca callosa (Piper) St.-Yves
- Festuca calva (Hack.) K.Richt. – Festuca pungente
- Festuca camerunensis E.B.Alexeev
- Festuca campestris Rydb.
- Festuca camusiana St.-Yves
- Festuca capillifolia Dufour ex Roem. & Schult.
- Festuca cappadocica (Hack.) Markgr.-Dann.
- Festuca caprina Nees
- Festuca captiosa Charit.
- Festuca carazana Pilg.
- Festuca carchiensis Stancík
- Festuca carnuntina R.Tracey
- Festuca carpatica F.Dietr.
- Festuca carrascana Stancík & Renvoize
- Festuca cartagana E.B.Alexeev
- Festuca casapaltensis Ball
- Festuca catalanae Enustsch. & Prob.
- Festuca cataonica (Hack. ex Boiss.) Markgr.-Dann.
- Festuca caucasica (Boiss.) Hack. ex Trautv.
- Festuca chalcophaea V.I.Krecz. & Bobrov
- Festuca changduensis L.Liu
- Festuca chasii Kerguélen & Plonka
- Festuca chelungkingnica D.M.Chang & Skvortsov ex S.L.Lu
- Festuca chimborazensis E.B.Alexeev
- Festuca chiriquensis Swallen
- Festuca chita Stancík
- Festuca chitagana Stancík
- Festuca chodatiana (St.-Yves) E.B.Alexeev
- Festuca christianii-bernardii Kerguélen
- Festuca chrysophylla Phil.
- Festuca chumbiensis E.B.Alexeev
- Festuca chuquisacae Stancík & Renvoize
- Festuca cinerea Vill. – Festuca cenerina
- Festuca circinata Griseb.
- Festuca cirrosa (Speg.) Parodi
- Festuca claytonii E.B.Alexeev
- Festuca cleefiana E.B.Alexeev
- Festuca clementei Boiss.
- Festuca coahuilana Gonz.-Led. & S.D.Koch
- Festuca cochabambana E.B.Alexeev
- Festuca cocuyana Stancík
- Festuca coelestis (St.-Yves) V.I.Krecz. & Bobrov
- Festuca colombiana E.B.Alexeev
- Festuca compressifolia J.Presl
- Festuca confusa Piper
- Festuca contracta Kirk
- Festuca copei Renvoize
- Festuca cordubensis Devesa
- Festuca coromotensis Briceño
- Festuca costata Nees
- Festuca costei (St.-Yves) Markgr.-Dann. – Festuca dell'Abbé Coste
- Festuca coxii (Petrie) Hack.
- Festuca cratericola Markgr.-Dann.
- Festuca cretacea T.I.Popov ex Proskor.
- Festuca crispatopilosa Bor
- Festuca cryptantha Cope
- Festuca csikhegyensis Simonk.
- Festuca cumminsii Stapf
- Festuca cundinamarcae E.B.Alexeev
- Festuca curvula Gaudin – Festuca incurvata
- Festuca cuzcoensis Stancík & P.M.Peterson
- Festuca cyllenica Boiss. & Heldr.
- Festuca cynosuroides Desf.
- Festuca cyrnea (St.-Yves & Litard.) Signorini, Foggi & E.Nardi – Festuca di Corsica

## D

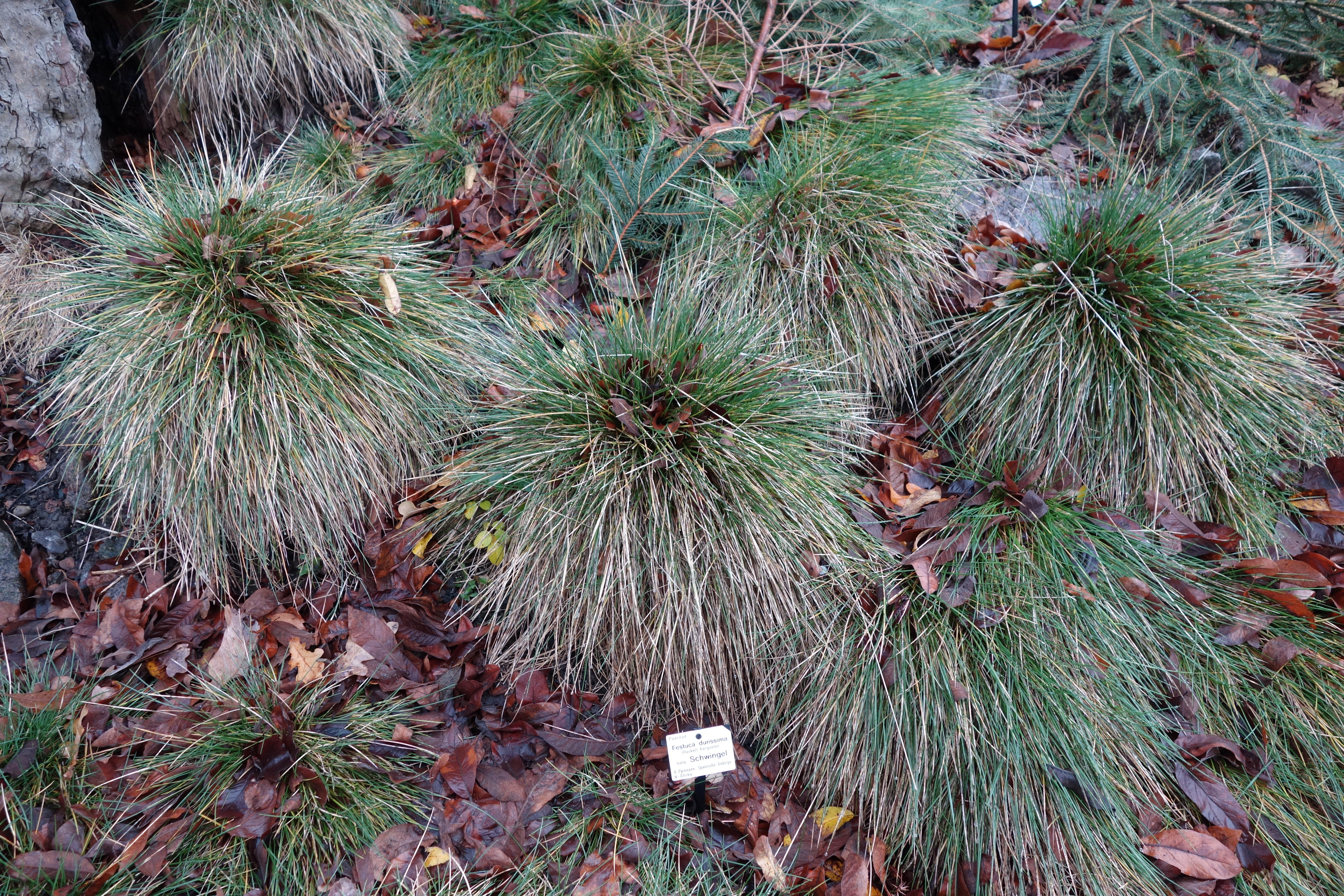
Festuca durissima

- Festuca dahurica (St.-Yves) V.I.Krecz. & Bobrov
- Festuca dalmatica (Hack.) K.Richt.
- Festuca dasyantha Kunth
- Festuca dasyclada Beal
- Festuca debilis (Stapf) E.B.Alexeev
- Festuca decolorata Markgr.-Dann.
- Festuca deflexa Connor
- Festuca degenii (St.-Yves) Markgr.-Dann.
- Festuca delicatula Lag.
- Festuca densiflora Tovar
- Festuca densipaniculata E.B.Alexeev
- Festuca dentiflora E.B.Alexeev ex Stancík & P.M.Peterson
- Festuca dertosensis Pyke & L.Sáez
- Festuca deserti (Coss. & Durieu) Trab.
- Festuca devesae Mart.-Sagarra
- Festuca dichoclada Pilg.
- Festuca diclina Darbysh.
- Festuca dimorpha Guss. –  Festuca appenninica
- Festuca dinirica Stancík
- Festuca discreta F.M.Vázquez
- Festuca dissitiflora Steud. ex Griseb.
- Festuca distichovaginata Pilg.
- Festuca divergens Tovar
- Festuca djimilensis Boiss. & Balansa
- Festuca djurdjurae (Trab.) Romo
- Festuca dolichantha Keng ex Keng f.
- Festuca dolichathera Röser & Tkach
- Festuca dolichophylla J.Presl
- Festuca donax Lowe
- Festuca dracomontana H.P.Linder
- Festuca drakensbergensis Sylvester, Soreng & M.D.P.V.Sylvester
- Festuca drymeja Mert. & W.D.J.Koch –  Festuca dei querceti
- Festuca duriotagana Franco & Rocha Afonso
- Festuca durissima (Hack.) Kerguélen
- Festuca duvalii (St.-Yves) Stohr
- Festuca dyris (Maire & Trab.) Romo

## E
- Festuca earlei Rydb.
- Festuca ebeliana Enustsch.

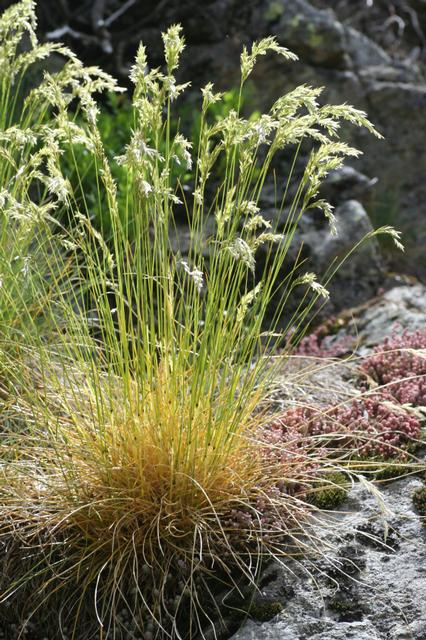
Festuca eskia

- Festuca edlundiae S.G.Aiken, Consaul & Lefk.
- Festuca eggleri R.Tracey
- Festuca elata Keng ex E.B.Alexeev
- Festuca elbrusica E.B.Alexeev
- Festuca elegans Boiss.
- Festuca elgonensis E.B.Alexeev
- Festuca elmeri Scribn. & Merr.
- Festuca elviae Briceño
- Festuca elwendiana Markgr.-Dann.
- Festuca eriobasis H.Scholz
- Festuca eskia Ramond ex DC.
- Festuca eugenii Kulikov
- Festuca exaristata E.B.Alexeev
- Festuca extremiorientalis Ohwi

## F
- Festuca fabrei Kerguélen & Plonka
- Festuca fasciculata Forssk.
- Festuca fascinata S.L.Lu
- Festuca fiebrigii Pilg.
- Festuca filiformis Pourr.
- Festuca fimbriata Nees

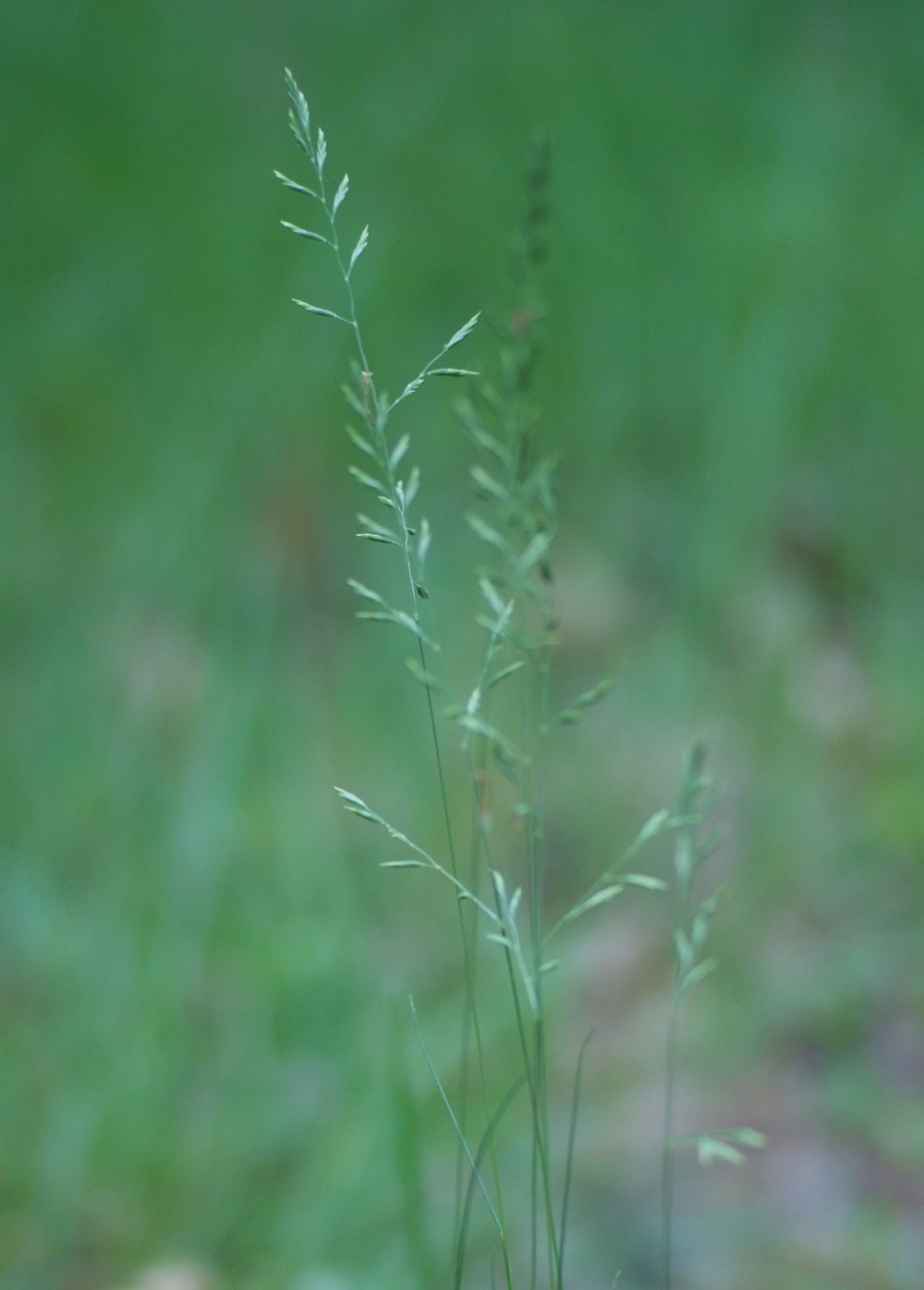
Festuca filiformis

- Festuca flacca Hack. ex E.B.Alekseev
- Festuca flavescens Bellardi – Festuca occidentale
- Festuca floribunda (Pilg.) P.M.Peterson, Soreng & Romasch.
- Festuca forrestii St.-Yves
- Festuca fragilis (Luces) Briceño
- Festuca francoi Fern.Prieto, C.Aguiar, E.Días & M.I.Gut.
- Festuca frederikseniae E.B.Alexeev
- Festuca frigida (Hack.) K.Richt.

## G

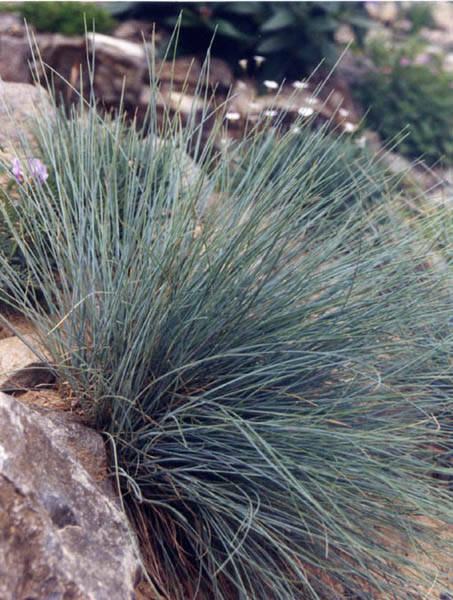
Festuca glauca

- Festuca galicicae Horvat ex Markgr.-Dann.
- Festuca galiciensis Bednarska
- Festuca gamisansii Kerguélen
- Festuca gautieri (Hack.) K.Richt.
- Festuca geniculata (L.) Lag. & Rodr.
- Festuca georgii E.B.Alexeev
- Festuca gilbertiana E.B.Alexeev ex S.M.Phillips
- Festuca giraldoi J.C.Ospina & Picca
- Festuca glabrata Tovar
- Festuca glacialis Miégev.
- Festuca glauca Vill. –  Festuca glauca
- Festuca glauciola Charit.
- Festuca glaucispicula Markgr.-Dann.
- Festuca glumosa Hack. ex E.B.Alekseev
- Festuca glyceriantha Pilg.
- Festuca goloskokovii E.B.Alexeev
- Festuca × gonzalez-ledesmae Darbysh.
- Festuca gracilior (Hack.) Markgr.-Dann. – Festuca gracile
- Festuca gracillima Hook.f.
- Festuca graeca (Hack.) Markgr.-Dann.
- Festuca grandiaristata Markgr.-Dann.
- Festuca gredensis Fuente & Ortúñez
- Festuca greuteri Mart.-Sagarra & Devesa
- Festuca × grodnensis Tretjakov
- Festuca guaramacalana Stancík
- Festuca guestfalica Boenn. ex Rchb. – Festuca di Westfalia
- Festuca gypsophila Hack.

## H
- Festuca × hackelii Beck

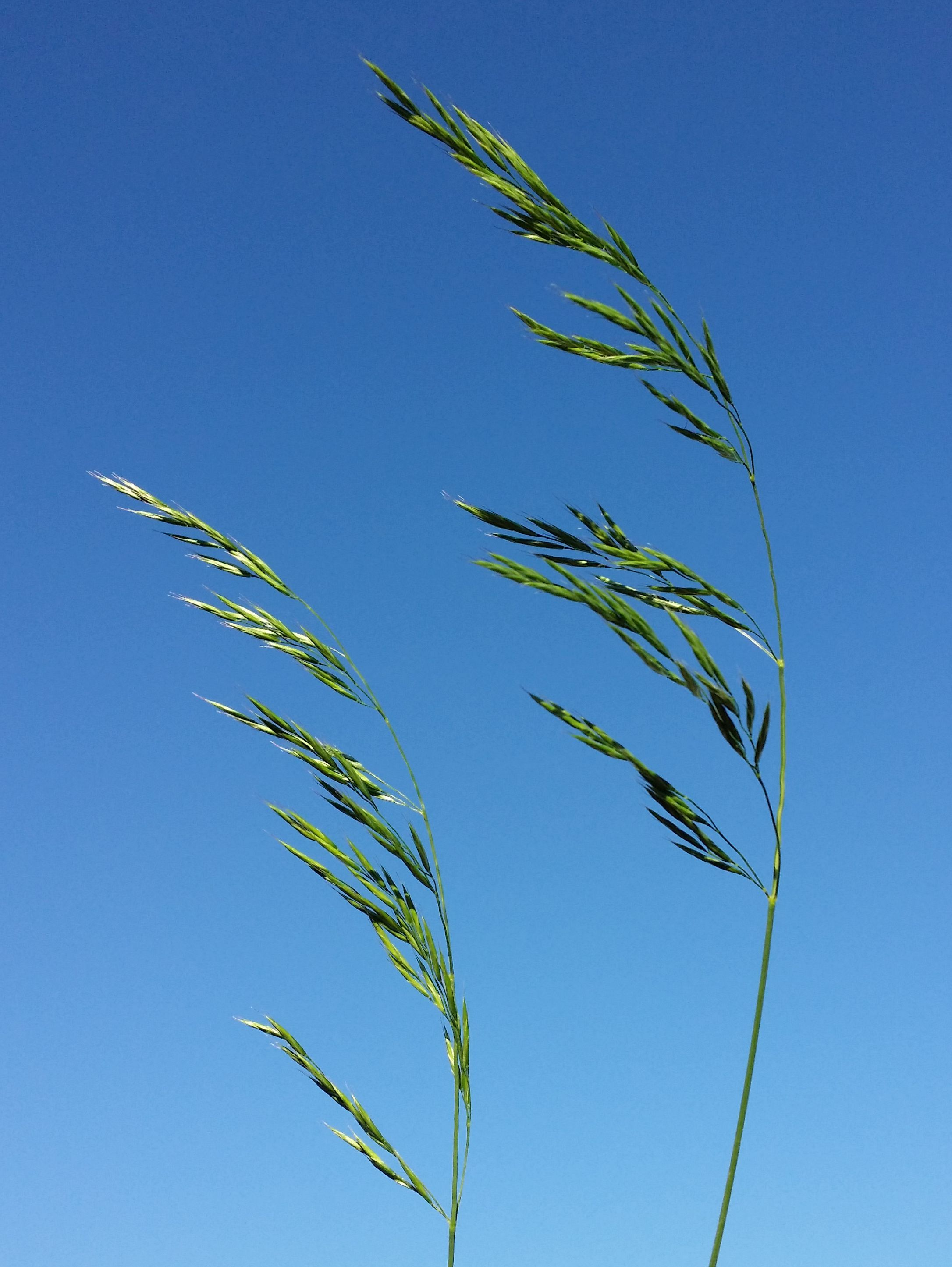
Festuca heterophylla

- Festuca halleri All. – Festuca di Haller
- Festuca hallii (Vasey) Piper
- Festuca hartmannii (Markgr.-Dann.) E.B.Alexeev
- Festuca hatico Stancík
- Festuca hawaiiensis Hitchc.
- Festuca hedbergii E.B.Alexeev
- Festuca hedgei (Bor) E.B.Alexeev
- Festuca heldreichii (Hack.) E.B.Alexeev
- Festuca henriquesii Hack.
- Festuca hephaestophila Nees ex Steud.
- Festuca hercegovinica Markgr.-Dann.
- Festuca herrerae Davidse
- Festuca heteromalla Pourr.
- Festuca heteropachys (St.-Yves) Patzke ex Auquier – Festuca a foglie di vario spessore
- Festuca heterophylla Lam.  – Festuca dei boschi
- Festuca hieronymi Hack.
- Festuca hintoniana E.B.Alexeev
- Festuca hircina Enustsch. & Prob.
- Festuca hirtiglumis (Boiss. & Hausskn.) Sennikov
- Festuca hirtovaginata (Acht.) Markgr.-Dann.
- Festuca hirtula (Hack. ex Travis) Kerguélen
- Festuca holubii Stancík
- Festuca hondae E.B.Alexeev
- Festuca hondoensis (Ohwi) Ohwi
- Festuca horridula Pilg.
- Festuca horvatiana Markgr.-Dann.
- Festuca huamachucensis Infantes
- Festuca hubsugulica Krivot.
- Festuca humbertii Litard. & Maire
- Festuca humilior Nees & Meyen
- Festuca huonii Auquier
- Festuca hyperborea Holmen
- Festuca hypsophila Phil.
- Festuca hystrix Boiss.

## I
- Festuca iberica (Hack.) K.Richt.
- Festuca idahoensis Elmer
- Festuca igoschiniae Tzvelev
- Festuca ilgazensis Markgr.-Dann.
- Festuca illyrica Markgr.-Dann.
- Festuca imbaburensis Stancík
- Festuca imperatrix Catonica
- Festuca inarticulata Pilg.
- Festuca incurva (Gouan) Gutermann

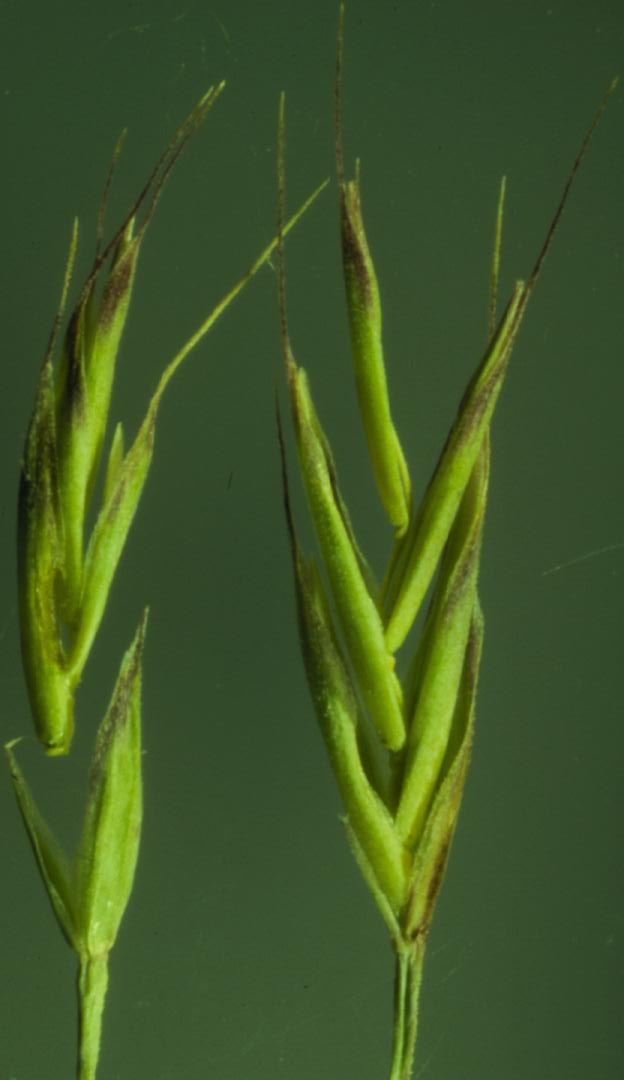
Festuca idahoensis

- Festuca incurvatifolia C.Chatel., Dobignard, Jeanm. & J.F.Léger
- Festuca indigesta  Boiss. – Festuca di Litardière
- Festuca inguschetica E.B.Alexeev
- Festuca inops De Not. – Festuca debole
- Festuca intercedens Lüdi ex Bech. – Festuca intermediaria
- Festuca iranica E.B.Alexeev
- Festuca irtyshensis E.B.Alexeev
- Festuca itelmenorum Enustsch. & Prob.

## J
- Festuca jacutica Drobow
- Festuca jaliscana E.B.Alexeev
- Festuca jansenii Markgr.-Dann. ex P.Royen
- Festuca japonica Makino
- Festuca javorkae Májovský
- Festuca × jierru Nava
- Festuca jubata Lowe
- Festuca junatovii E.B.Alexeev
- Festuca juncifolia St.-Amans

## K

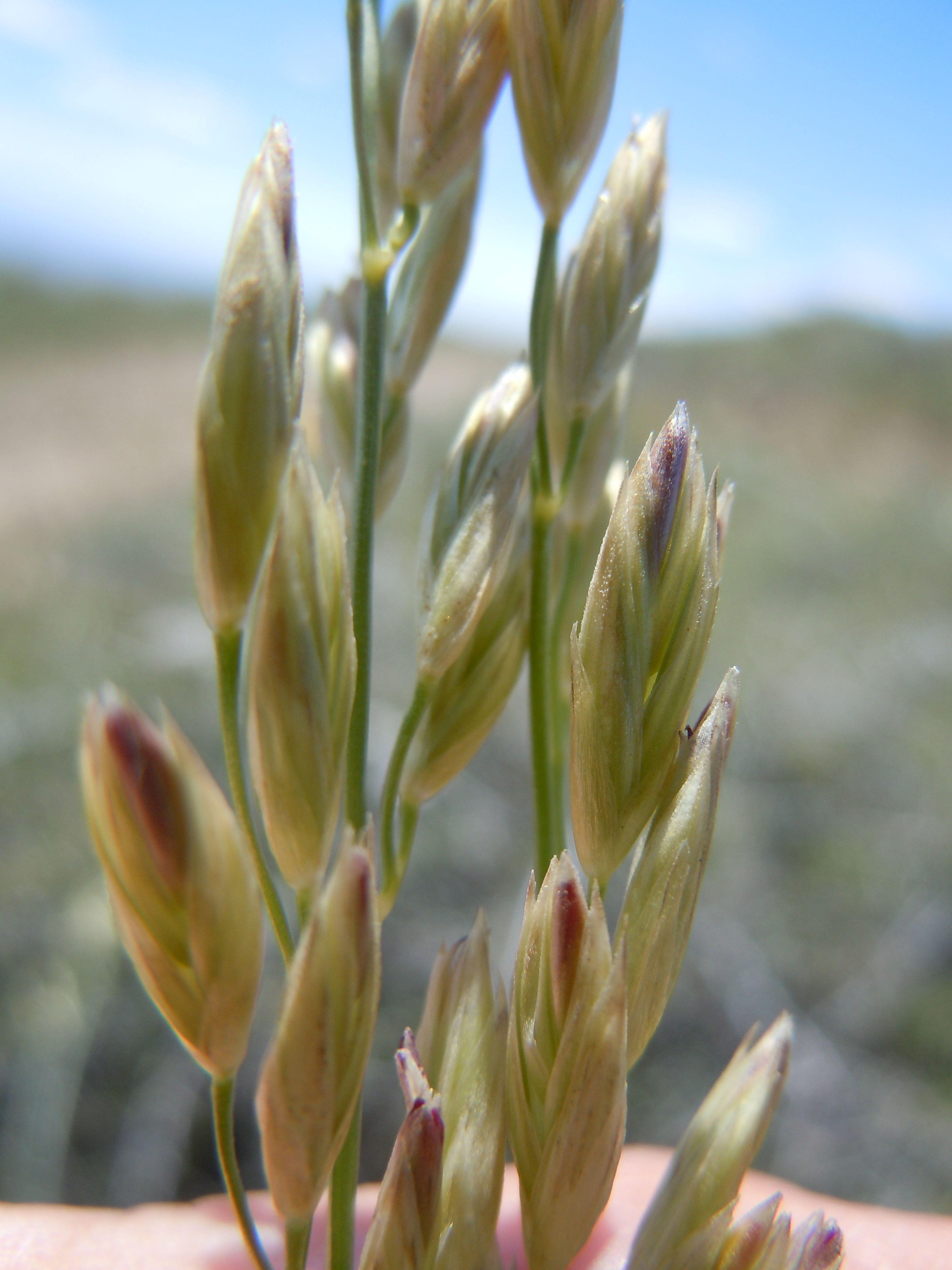
Festuca kingii

- Festuca kamtschatica (St.-Yves) Tzvelev
- Festuca kansuensis Markgr.-Dann.
- Festuca karaginensis Enustsch. & Prob.
- Festuca karavaevii E.B.Alexeev
- Festuca karsiana E.B.Alexeev
- Festuca kashmiriana Stapf
- Festuca kemerovensis Chus.
- Festuca kerneri J.Vetter
- Festuca killickii Kenn.-O'Byrne
- Festuca kingii (S.Watson) Cassidy
- Festuca × kolesnikovii Tzvelev
- Festuca kolymensis Drobow
- Festuca komarovii Krivot.
- Festuca korabensis (Jáv. ex Markgr.-Dann.) Markgr.-Dann.
- Festuca koritnicensis Hayek & J.Vetter
- Festuca kozanensis Foggi & Joch.Müll.
- Festuca kozhevnikovii Enustsch. & Prob.
- Festuca krivotulenkoae E.B.Alexeev
- Festuca kryloviana Reverd.
- Festuca kuprijanovii Chus.
- Festuca kurtschumica E.B.Alexeev
- Festuca kurtziana St.-Yves

## L

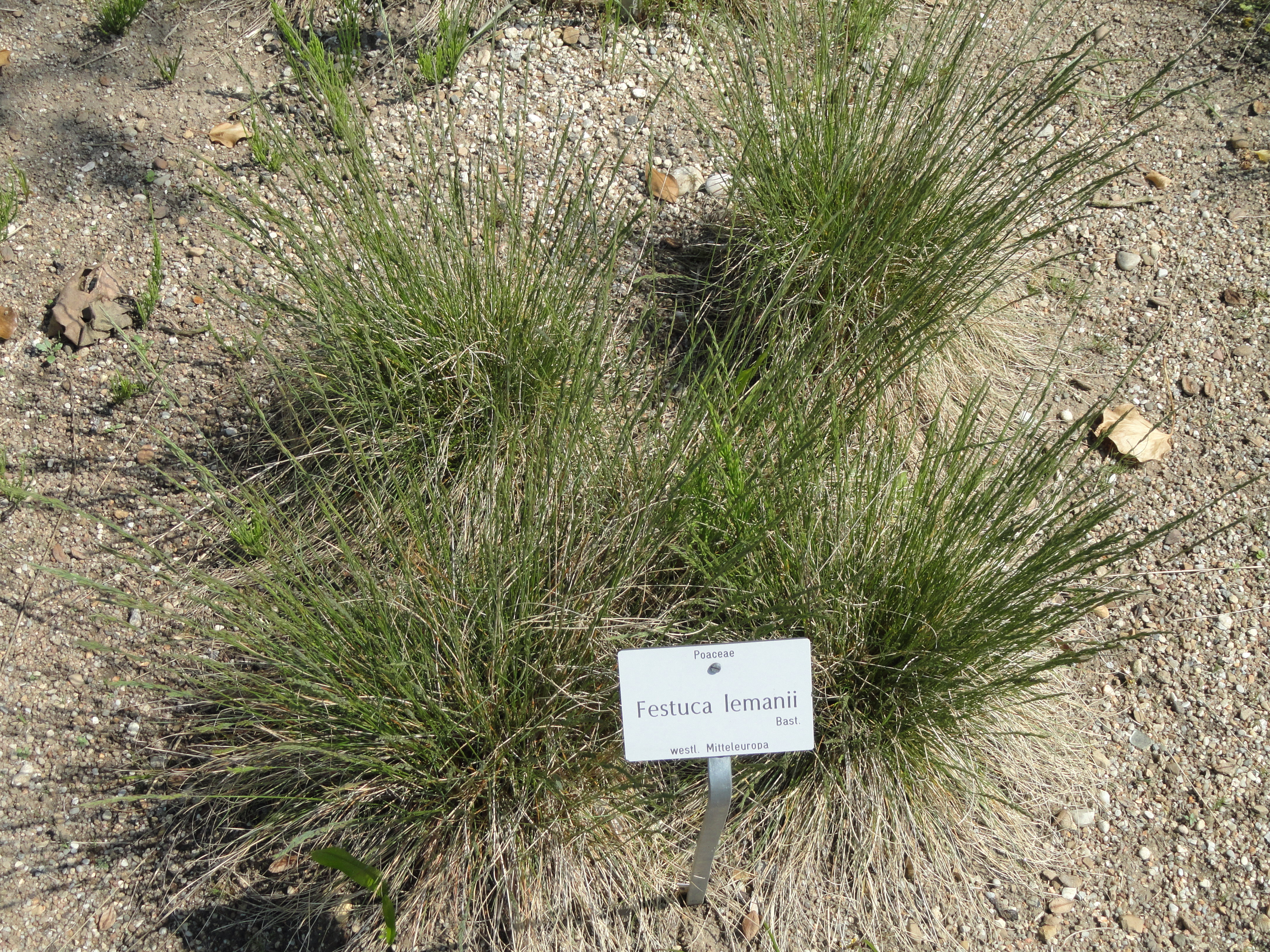
Festuca lemanii

- Festuca lachenalii (C.C.Gmel.) Spenn.
- Festuca ladyginii Tzvelev
- Festuca laegaardii Stancík
- Festuca laevigata Gaudin
- Festuca lahonderei Kerguélen & Plonka
- Festuca lanatifolia Tovar
- Festuca lanifera E.B.Alexeev
- Festuca lapidosa (Degen) Markgr.-Dann.
- Festuca lasiorrhachis Pilg.
- Festuca laxa Host – Festuca delle Alpi Giulie
- Festuca lazistanica E.B.Alexeev
- Festuca lemanii T.Bastard
- Festuca lenensis Drobow
- Festuca leptopogon Stapf
- Festuca levingei Stapf
- Festuca ligulata Swallen
- Festuca ligustica (All.) Bertol.
- Festuca lilloi Hack.
- Festuca linigluma J.C.Ospina, Sylvester & M.D.P.V.Sylvester
- Festuca litardiereana Maire
- Festuca litvinovii (Tzvelev) E.B.Alexeev
- Festuca livida (Kunth) Willd. ex Spreng.
- Festuca liviensis (Verg.) Markgr.-Dann.
- Festuca longiauriculata Fuente, Ortúñez & Ferrero Lom.
- Festuca longifolia Thuill.
- Festuca longigluma Tovar
- Festuca longiglumis S.L.Lu
- Festuca longiligula Darbysh.
- Festuca longipanicula Markgr.-Dann.
- Festuca longipes Stapf
- Festuca longivaginata Tovar
- Festuca luciarum Connor
- Festuca lucida Stapf
- Festuca lugens (E.Fourn.) Hitchc. ex Hern.-Xol.

## M
- Festuca macedonica J.Vetter
- Festuca macra (Stapf) E.B.Alexeev

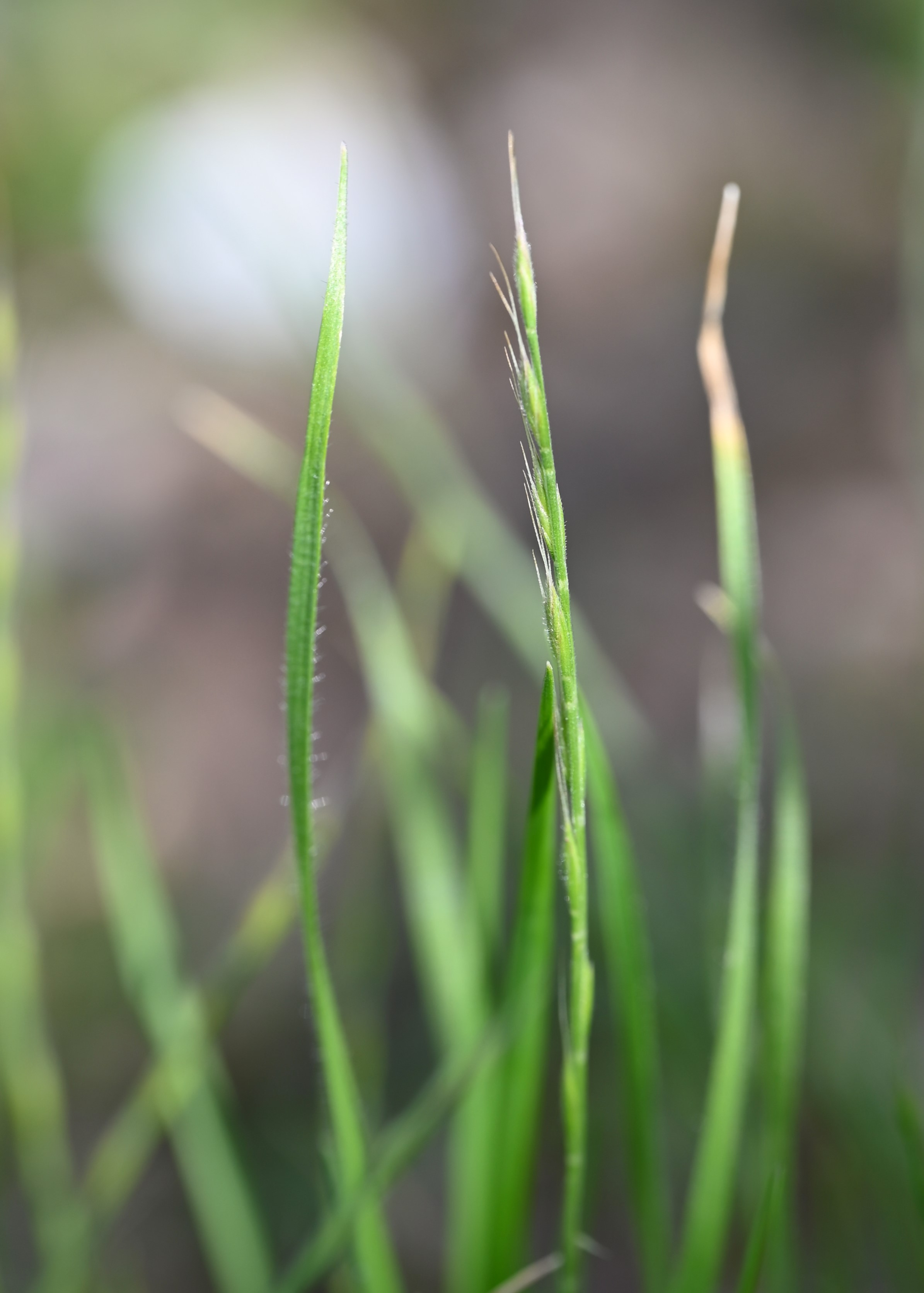
Festuca maritima

- Festuca macrophylla Hochst. ex A.Rich.
- Festuca madida Connor
- Festuca magellanica Lam.
- Festuca makutrensis Zapał.
- Festuca maleschevica Velchev & P.Vassil.
- Festuca marcopetrii Veldkamp
- Festuca marginata (Hack.) K.Richt.
- Festuca maritima L.
- Festuca markgrafiae Veldkamp
- Festuca masafuerana (Skottsb. & Pilg.) Röser & Tkach
- Festuca masatierrae Röser & Tkach
- Festuca matthewsii (Hack.) Cheeseman
- Festuca mekiste Clayton
- Festuca membranacea (L.) Druce
- Festuca michaelis Cebolla & Rivas Ponce
- Festuca microstachys Nutt.
- Festuca minutiflora Rydb.
- Festuca × miscella Darbysh.
- Festuca modesta Steud.
- Festuca molokaiensis Soreng, P.M.Peterson & Catalán
- Festuca mongolica (S.R.Liou & Ma) Y.Z.Zhao
- Festuca monguensis Stancík
- Festuca monticola Phil.
- Festuca morisiana Parl. – Festuca di Moris
- Festuca muelleri Vickery
- Festuca multinodis Petrie & Hack.
- Festuca muralis Kunth
- Festuca musbelica (Reverd.) Ikonn.
- Festuca myuros L.

## N
- Festuca nandadevica Hajra
- Festuca × napocae Prodan
- Festuca nardifolia Griseb.
- Festuca nemoralis Türpe
- Festuca nepalica E.B.Alexeev
- Festuca nereidaensis Stancík

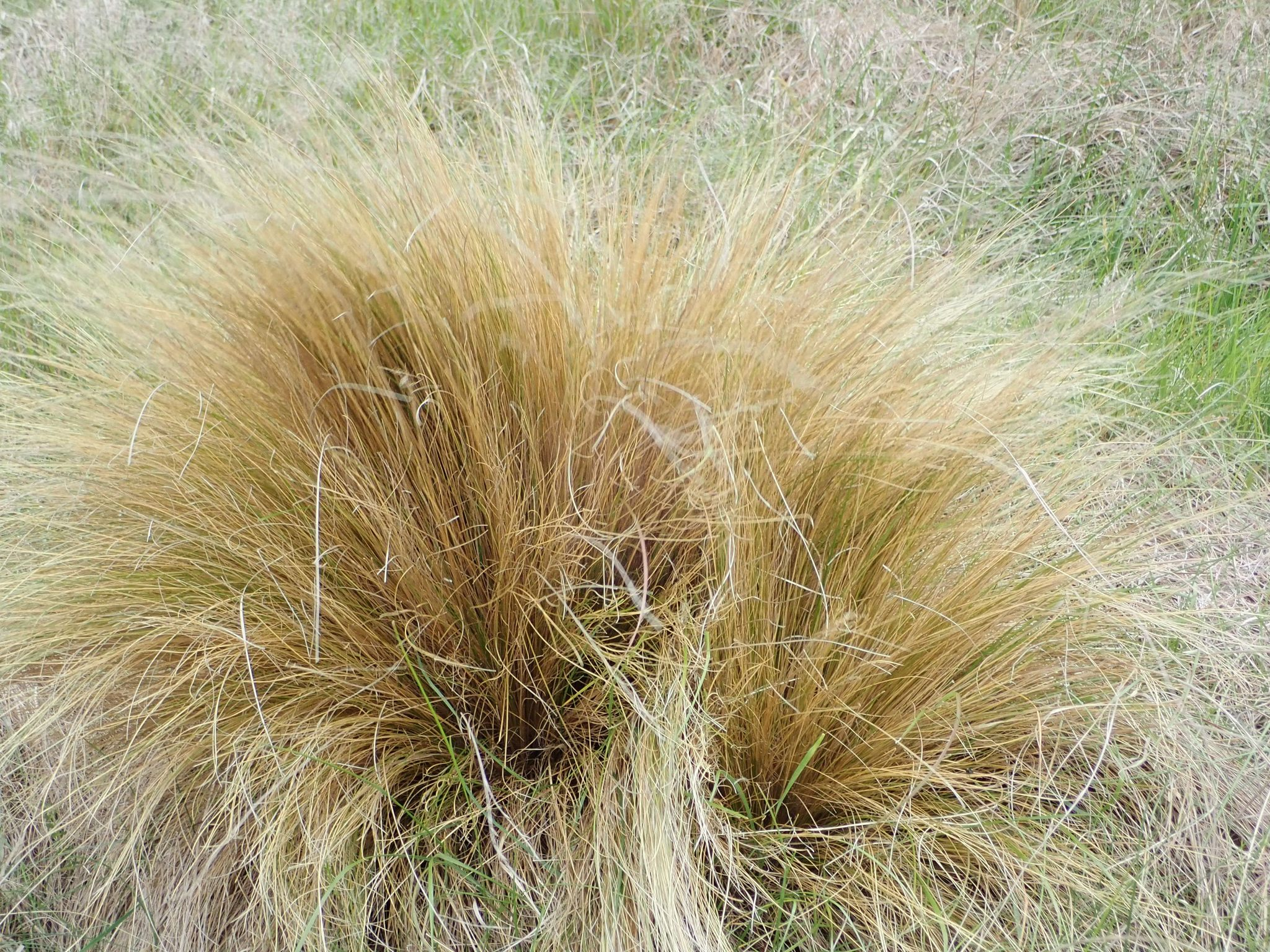
Festuca novae-zelandiae

- Festuca nevadensis (Hack.) Markgr.-Dann.
- Festuca nigrescens Lam.  – Festuca dei nardeti
- Festuca nigriflora (Hitchc.) Negritto & Anton
- Festuca niphobia (St.-Yves) Kerguélen
- Festuca niphobioides Boeuf & Hardion
- Festuca nitida Kit. ex Schult. – Festuca splendida
- Festuca nitidula Stapf
- Festuca norica (Hack.) K.Richt. – Festuca austriaca
- Festuca novae-zelandiae (Hack.) Cockayne
- Festuca nubigena Jungh.
- Festuca nuda (Hack. ex Takeda) Koba, H.Ikeda & Yonek.
- Festuca numidica (Trab.) Romo

## O
- Festuca obturbans St.-Yves
- Festuca occidentalis Hook.

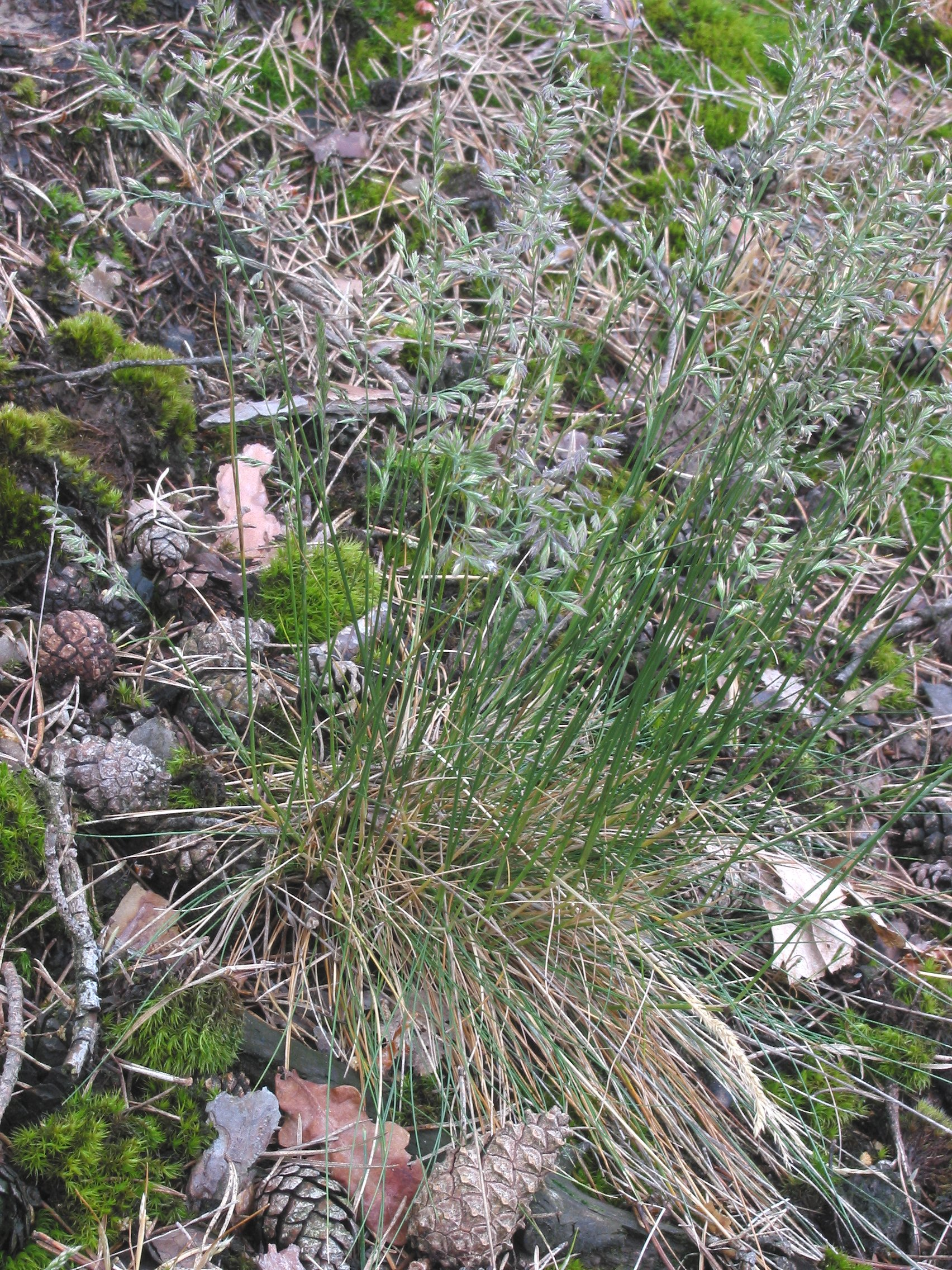
Festuca ovina

- Festuca occitanica (Litard.) Auquier & Kerguélen
- Festuca ochroleuca Timb.-Lagr.
- Festuca octoflora Walter
- Festuca oelandica (Hack.) K.Richt.
- Festuca × oenensis Vetter
- Festuca olchonensis E.B.Alexeev
- Festuca olympica J.Vetter
- Festuca ophioliticola Kerguélen
- Festuca orientalis (Boiss.) B.Fedtsch.
- Festuca orizabensis E.B.Alexeev
- Festuca oroana Stancík
- Festuca × osswaldii Wein
- Festuca ovina L. - Paleo dei montoni o Festuca setaiola
- Festuca oviniformis J.Vetter

## P

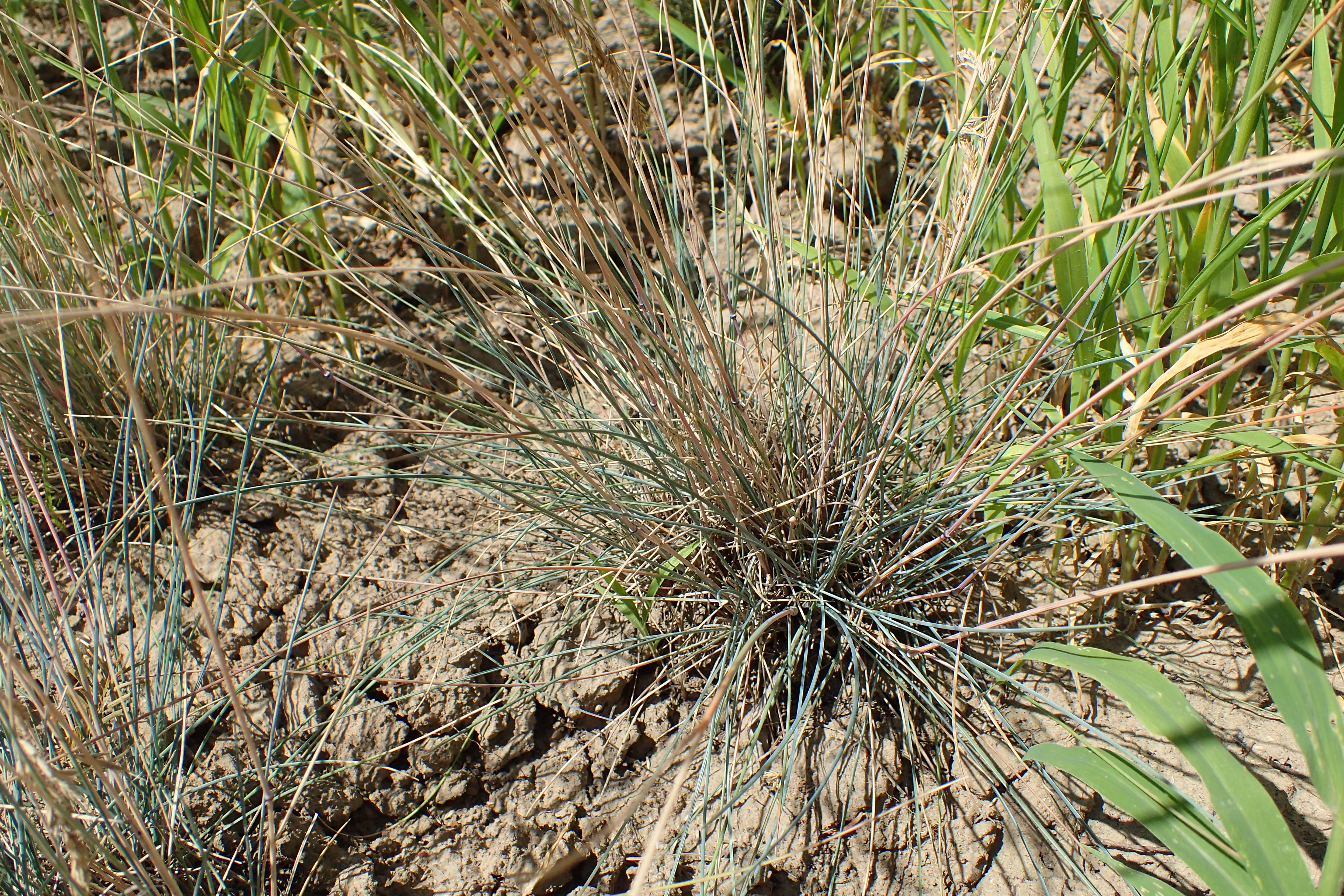
Festuca psammophila

- Festuca × pachyphylla Degen ex Nyár.
- Festuca pallens Host
- Festuca pallescens (St.-Yves) Parodi
- Festuca pallidula E.B.Alexeev
- Festuca pamirica Tzvelev
- Festuca pampeana Speg.
- Festuca panciciana (Hack.) K.Richt.
- Festuca panda Swallen
- Festuca paphlagonica (St.-Yves) Markgr.-Dann.
- Festuca papuana Stapf
- Festuca paradoxa Desv.
- Festuca parciflora Swallen
- Festuca parodiana (St.-Yves) Nicora
- Festuca parodii St.-Yves
- Festuca parvigluma Steud.
- Festuca parvipaleata Jansen
- Festuca parvipaniculata Hitchc.
- Festuca patzkei Markgr.-Dann.
- Festuca paucispicula Fuente & Sánchez Mata
- Festuca paucispiculata Charit.
- Festuca pectinella Delile
- Festuca penzesii (Acht.) Markgr.-Dann.
- Festuca peristerea (J.Vetter) Markgr.-Dann.
- Festuca perrieri A.Camus
- Festuca peruviana Infantes
- Festuca petraea Guthnick ex Seub.
- Festuca × picoeuropeana Nava
- Festuca picturata Pils – Festuca colorata
- Festuca pilar-franceii Stancík
- Festuca pilgeri St.-Yves
- Festuca pilosella E.B.Alexeev
- Festuca pindica (Markgr.-Dann.) Markgr.-Dann.
- Festuca pinifolia (Hack. ex Boiss.) Bornm.
- Festuca pirinica Horvat ex Markgr.-Dann.
- Festuca plebeia Vickery
- Festuca plicata Hack.
- Festuca × pocutica Zapał.
- Festuca pohleana E.B.Alexeev
- Festuca polita (Halácsy) Tzvelev
- Festuca poluninii E.B.Alexeev
- Festuca polycolea Stapf
- Festuca pontica Markgr.-Dann.
- Festuca popovii E.B.Alexeev
- Festuca porcii Hack.
- Festuca portaliana Dobignard
- Festuca potaninii Tzvelev & E.B.Alexeev
- Festuca praetermissa Charit.
- Festuca presliana Hitchc.
- Festuca primae E.B.Alexeev
- Festuca pringlei St.-Yves
- Festuca probatovae E.B.Alexeev
- Festuca procera Kunth
- Festuca prolifera (Piper) Fernald
- Festuca prudhommei Kerguélen & Plonka
- Festuca psammophila (Hack. ex Čelak.) Fritsch
- Festuca pseudodalmatica Krajina
- Festuca pseudodura Steud.
- Festuca pseudoeskia Boiss.
- Festuca pseudosclerophylla Krivot.
- Festuca pseudosulcata Drobow
- Festuca pseudosupina J.Vetter
- Festuca pseudotrichophylla Patzke
- Festuca pseudovaginata Penksza
- Festuca × pseudovaria J.Vetter
- Festuca pseudovivipara (Pavlick) Pavlick
- Festuca pubigluma Tovar
- Festuca pubiglumis S.L.Lu
- Festuca puccinellii Parl. – Festuca nerastra
- Festuca pulchella Schrad. – Festuca elegante
- Festuca pulchra Schur
- Festuca pulveridolomiana Höcker & T.Gregor
- Festuca pumila Chaix
- Festuca punctoria Sm.
- Festuca purpurascens Banks & Sol. ex Hook.f.
- Festuca pyrenaica Reut.
- Festuca pyrogea Speg.

## Q
- Festuca quadridentata Kunth

- Festuca quadriflora Walter

- Festuca queriana Litard.

## R
- Festuca raddei Enustsch. & Prob.
- Festuca rechingeri E.B.Alexeev
- Festuca renvoizei Stancík
- Festuca reverchonii Hack.
- Festuca richardsonii Hook.
- Festuca rifana Litard. & Maire
- Festuca rigescens (J.Presl) Kunth
- Festuca rigidifolia Tovar
- Festuca rigidiuscula E.B.Alexeev

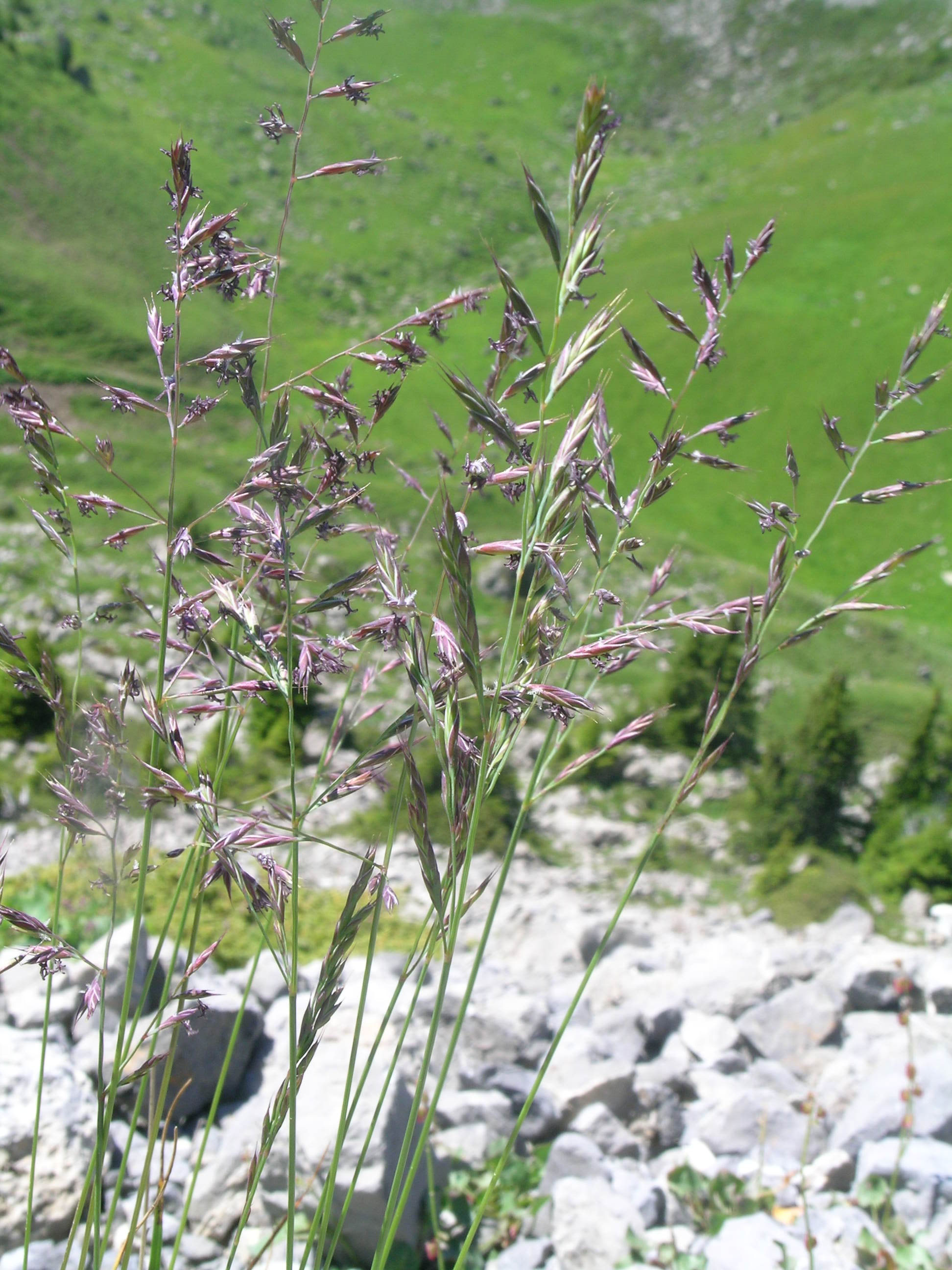
Festuca rubra

- Festuca riloensis (Hack. ex Hayek) Markgr.-Dann.
- Festuca × ripensis M.Toman
- Festuca rivularis Boiss.
- Festuca robinsoniana (C.M.Peña) Röser & Tkach
- Festuca roblensis Gonz.-Led.
- Festuca robustifolia Markgr.-Dann. – Festuca a foglie robuste
- Festuca roemeri (Pavlick) E.B.Alexeev
- Festuca roigii Dubc. & Ru´golo
- Festuca rosei Piper
- Festuca rothmaleri (Litard.) Markgr.-Dann.
- Festuca rubra L. – Festuca rossa
- Festuca rupicaprina (Hack.) A.Kern. – Festuca dei camosci
- Festuca rupicola Heuff. – Festuca solcata
- Festuca ruprechtii (Boiss.) V.I.Krecz. & Bobrov
- Festuca × rurivaga Tretjakov
- Festuca rzedowskiana E.B.Alexeev

## S
- Festuca sabalanica E.B.Alexeev

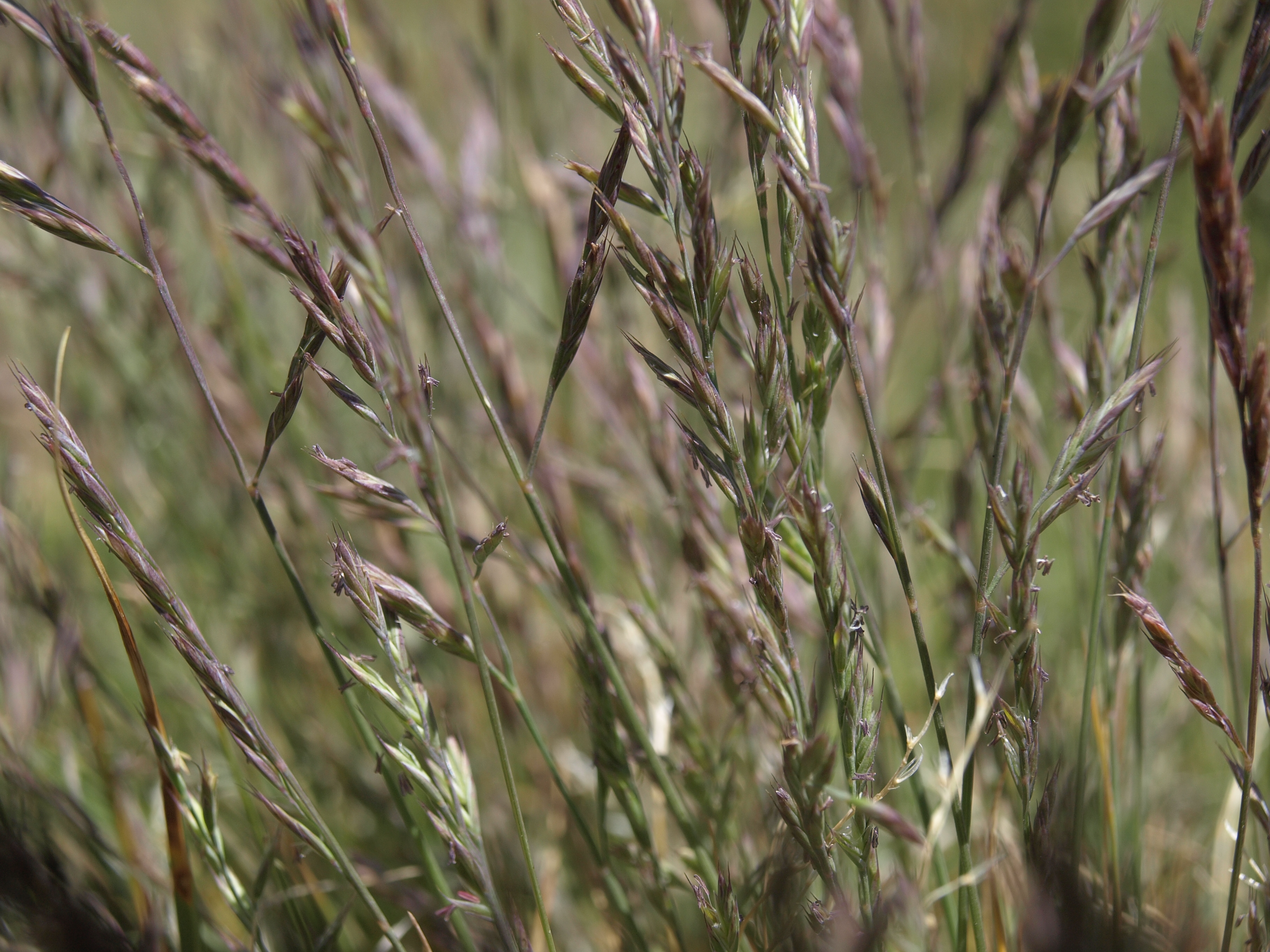
Festuca saximontana

- Festuca salzmannii (Boiss.) Boiss. ex Coss.
- Festuca samensis Joch.Müll.
- Festuca sanctae-martae Stancík
- Festuca sanjappae Chandra Sek. & S.K.Srivast.
- Festuca sardoa (Hack.) K.Richt. – Festuca di Sardegna
- Festuca saurica E.B.Alexeev
- Festuca × savulescui Prodan
- Festuca saxatilis Schur
- Festuca saximontana Rydb.
- Festuca scabra Vahl
- Festuca scabriculmis (Hack.) K.Richt. – Festuca a culmo scabro
- Festuca scabrifolia Renvoize
- Festuca scariosa (Lag.) Pau
- Festuca schischkinii Krivot.
- Festuca scholziana Domina & El Mokni
- Festuca sclerophylla Boiss. ex Bisch.
- Festuca serana Markgr.-Dann.
- Festuca setifolia Steud. ex Griseb.
- Festuca sibirica Hack. ex Boiss.
- Festuca sicula C.Presl
- Festuca sikkimensis E.B.Alexeev
- Festuca silana Ardenghi, Pallanza & Foggi, sp. nov. [2]
- Festuca simensis Hochst. ex A.Rich.
- Festuca simlensis (Stapf) E.B.Alexeev
- Festuca simpliciuscula (Hack.) E.B.Alexeev
- Festuca sinensis Keng ex E.B.Alexeev
- Festuca sinomutica Xiang Chen & S.M.Phillips
- Festuca sipylea (Hack.) Markgr.-Dann.
- Festuca × sjuzevii Kulikov
- Festuca skrjabinii E.B.Alexeev
- Festuca skvortsovii E.B.Alexeev
- Festuca sodiroana Hack. ex E.B.Alekseev
- Festuca sommieri Litard.
- Festuca soratana E.B.Alexeev
- Festuca sororia Piper
- Festuca × soshensis Tretjakov
- Festuca soukupii Stancík
- Festuca spectabilis Bertol. – Festuca dei ghiaioni
- Festuca spiralifibrosa Vetter
- Festuca staroplaninica Velchev
- Festuca stebeckii Renvoize
- Festuca steinbachii E.B.Alexeev
- Festuca stenantha (Hack.) K.Richt. – Festuca della Carnia
- Festuca stojanovii (Acht.) Foggi & Petrova
- Festuca stricta Host
- Festuca subalpina D.M.Chang & Skvortsov
- Festuca subantarctica Parodi
- Festuca subhirtella (Krajina ex Domin) M.Toman
- Festuca subpinicola Charit.
- Festuca subulata Trin.
- Festuca subuliflora Scribn.
- Festuca subulifolia Benth.
- Festuca subverticillata (Pers.) E.B.Alexeev
- Festuca sudanensis E.B.Alexeev
- Festuca sumapana Stancík
- Festuca sumatrana Jansen
- Festuca summilusitana Franco & Rocha Afonso
- Festuca superba Parodi ex Türpe
- Festuca swallenii E.B.Alexeev

## T
- Festuca talamancensis Davidse

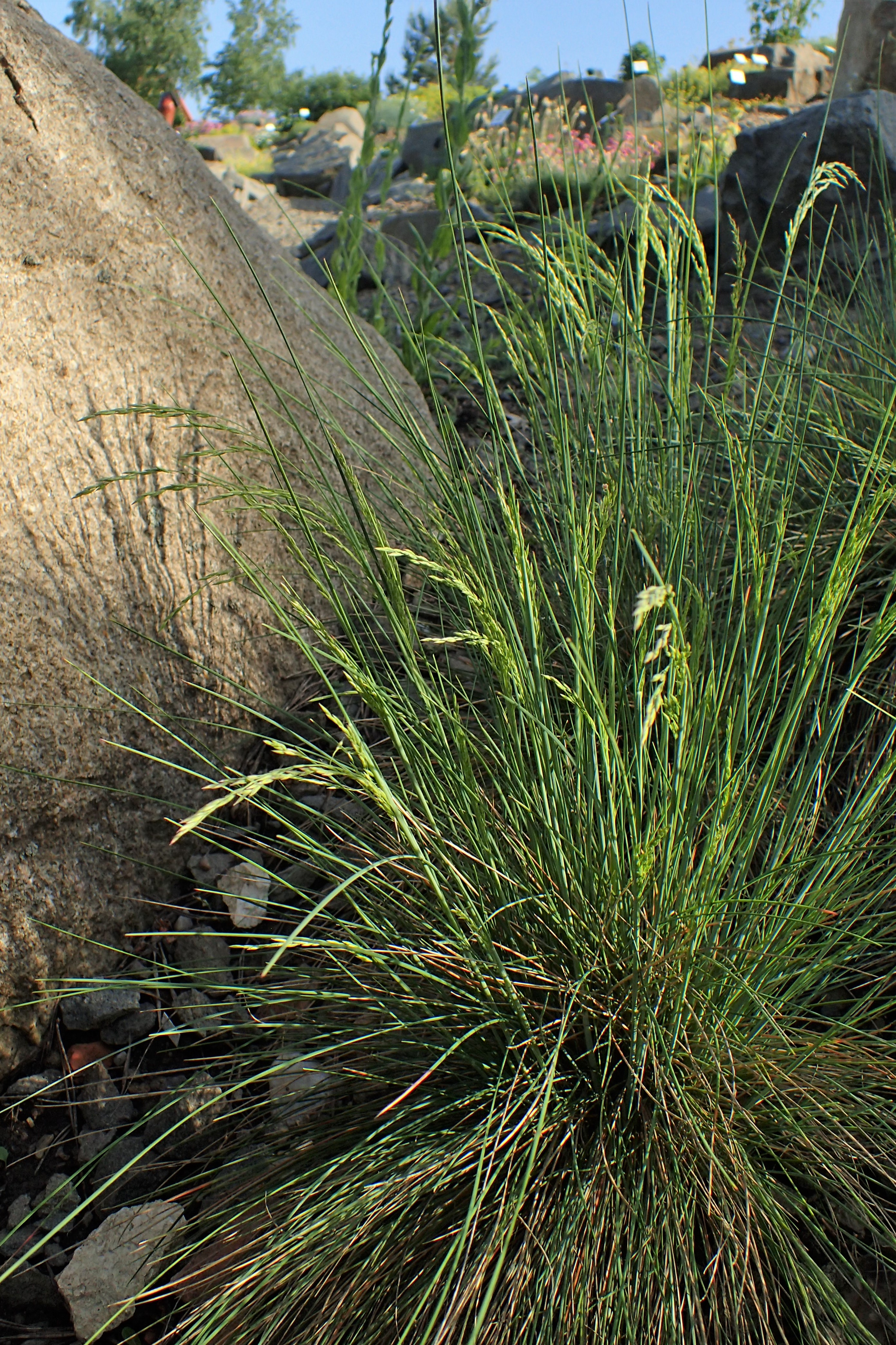
Festuca tatrae

- Festuca tancitaroensis Gonz.-Led. & S.D.Koch
- Festuca tarmensis Pilg.
- Festuca tatrae (Czakó) Degen
- Festuca taurica (Hack.) A.Kern. ex Hack.
- Festuca tectoria St.-Yves
- Festuca teneriffae Roth
- Festuca tenuissima Charit.
- Festuca thracica (Acht.) Markgr.-Dann.
- Festuca thurberi Vasey
- Festuca tibetica (Stapf) E.B.Alexeev
- Festuca ticinensis (Markgr.-Dann.) Markgr.-Dann. – Festuca ticinese
- Festuca toboliensis Charit.
- Festuca toca Stancík
- Festuca tolucensis Kunth
- Festuca tovarensis Stancík & P.M.Peterson
- Festuca trabutii E.B.Alexeev
- Festuca trachyphylla (Hack.) Hack.  – Festuca indurita
- Festuca transcaucasica (St.-Yves) Tzvelev
- Festuca trichophylla (Ducros ex Gaudin) K.Richt. – Festuca dei molinieti
- Festuca trichovagina F.Z.Li
- Festuca tristis Krylov & Ivanitzk.
- Festuca trollii E.B.Alexeev
- Festuca tschatkalica E.B.Alexeev
- Festuca tschujensis Reverd.
- Festuca turimiquirensis Stancík & P.M.Peterson
- Festuca tzvelevii E.B.Alexeev

## U
- Festuca ulochaeta Steud.
- Festuca ultramafica Connor
- Festuca undata Stapf
- Festuca unicicaulina Charit.
- Festuca uninodis Hack. ex Stuck.
- Festuca uralensis (Tzvelev) E.B.Alexeev
- Festuca urubambana Stancík
- Festuca ustulata (Hack. ex St.-Yves) Markgr.-Dann.

## V

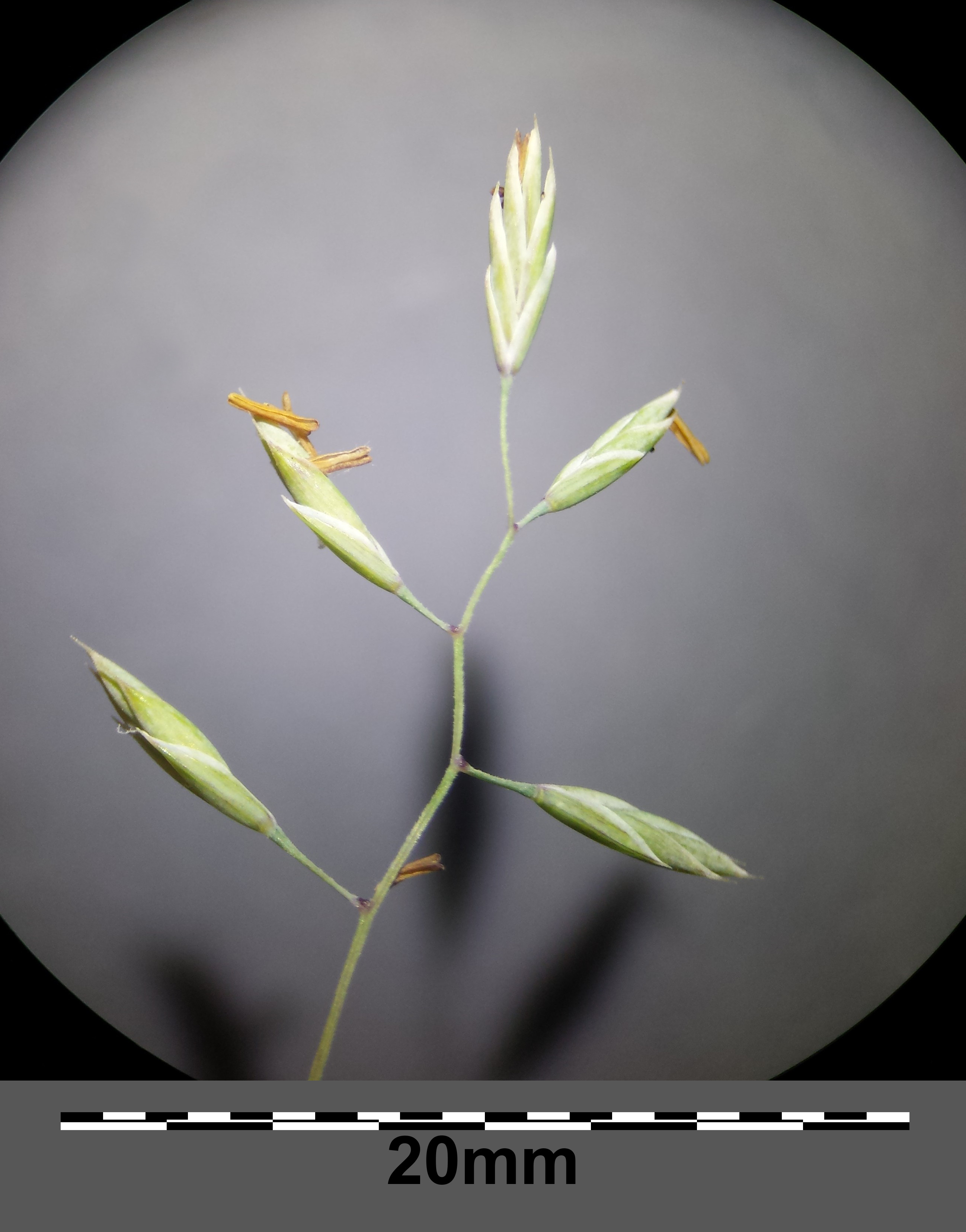
Festuca vaginata

- Festuca vaginalis (Benth.) Laegaard
- Festuca vaginata Waldst. & Kit. ex Willd.
- Festuca valdesii Gonz.-Led. & S.D.Koch
- Festuca valentina (St.-Yves) Markgr.-Dann.
- Festuca valesiaca Schleich. ex Gaudin – Festuca del Vallese
- Festuca valida (R.Uechtr.) Pénzes
- Festuca vandovii Denchev
- Festuca varia Haenke Haenke – Festuca varia
- Festuca vasconcensis (Markgr.-Dann.) Auquier & Kerguélen
- Festuca venezuelana Stancík
- Festuca ventanicola Speg.
- Festuca venusta St.-Yves
- Festuca versicolor Tausch
- Festuca versuta Beal
- Festuca vettonica Fuente, Ortúñez & Ferrero Lom.
- Festuca vierhapperi Hand.-Mazz.
- Festuca × vihorlatica Májovský
- Festuca violacea Ser. ex Gaudin – Festuca violacea
- Festuca viridula Vasey
- Festuca vivipara (L.) Sm.
- Festuca viviparoidea Krajina ex Pavlick
- Festuca vizzavonae Ronniger – Festuca di Vizzavona
- Festuca vulpioides Steud.

## W
- Festuca wagneri (Degen, Thaisz & Flatt) Krajina
- Festuca wallichiana E.B.Alexeev
- Festuca washingtonica E.B.Alexeev
- Festuca werdermannii St.-Yves
- Festuca × wettsteinii Vetter
- Festuca willdenowiana Schult. & Schult.f.
- Festuca wolgensis P.A.Smirn.
- Festuca woodii Stancík

## X
- Festuca xanthina Roem. & Schult.
- Festuca xenophontis Markgr.-Dann.

## Y
- Festuca yalaensis Joch.Müll. & Catalán
- Festuca yemenensis E.B.Alexeev
- Festuca yulungschanica E.B.Alexeev
- Festuca yunnanensis St.-Yves

## Z
- Festuca ziganensis Markgr.-Dann.
- Festuca × zobelii Wein